# Emanuel Nobel
Emanuel Ludvig Nobel, född 22 juni (10 juni enligt gamla stilen) 1859 i Sankt Petersburg, död 31 maj 1932 i Jakobs församling i Stockholm, var en rysk-svensk affärsman. Han var äldste son till Ludvig Nobel, sonson till Immanuel Nobel d y, bror till Carl Nobel och brorson till Alfred Nobel.
Emanuel Nobel uppfostrades i Sankt Petersburg och studerade teknik både i Sverige och på kontinenten. Efter att ha arbetat i faderns fabriker blev han 1885 arbetschef vid oljefälten i Baku och efter faderns död 1888 ledare för bröderna Nobels Branobel. När brodern Carl Nobel avled övertog han chefskapet även för verksamheten i Sankt Petersburg. Emanuel Nobel var en framsynt, vetenskapligt inriktad industriledare och en stor organisatör. Han byggde och underhöll skolor, bibliotek, sjukhus, samlingssalar och klubbhus för sina anställda. Under många år var Emanuel Nobel ledamot av ryska riksbankens direktorium och blev 1911 verkligt ryskt statsråd. Han intresserade sig även för vetenskapen och lämnade frikostiga donationer, bland annat till Karolinska Institutet och blev vid dess jubileum 1910 hedersdoktor där.
Efter Alfred Nobels död 1896 konstaterades att han testamenterat huvuddelen av sina tillgångar till skapandet av Nobelpriset, och en mycket liten del till sina släktingar. Släktingarna på hans bror Robert Nobels sida var missnöjda med detta och försökte få testamentet ogiltigförklarat. Emanuel Nobel, å andra sidan, som företrädare för släktingarna på Ludvig Nobels sida, gav tidigt sitt stöd till att Alfred Nobels vilja skulle verkställas helt i enlighet med testamentet.
Emanuel Nobel var ledamot av Kungliga Vetenskapsakademien från 1911 och blev hedersdoktor vid Karolinska institutet 1910.